# Chris Hadfield
Chris Austin Hadfield OC (ur. 29 sierpnia 1959 w Sarnii) – kanadyjski astronauta, który jako pierwszy Kanadyjczyk odbył spacer w przestrzeni kosmicznej. Emerytowany pilot wojskowy, pułkownik Królewskich Kanadyjskich Sił Lotniczych.

## Wykształcenie, służba wojskowa i kariera astronauty
W kanadyjskich siłach zbrojnych od ukończenia liceum w 1978 roku. W 1982 roku ukończył Królewskie Kolegium Wojskowe Kanady z licencjatem z inżynierii mechanicznej. W 1983 roku ukończył z najlepszym wynikiem podstawowe szkolenie na odrzutowcach i rozpoczął szkolenie na pilota myśliwca w 410 Tactical Fighter Operational Training Squadron Kanadyjskich Królewskich Sił Powietrznych.
W maju 1992 roku ukończył University of Tennessee Space Institute z tytułem magistra.
W czerwcu tego samego roku został wybrany do grupy nowych czterech kanadyjskich kosmonautów.
Hadfield uczestniczył w dwóch lotach z udziałem wahadłowców: STS-74 w 1995 r. i STS-100 w 2001 r. oraz pełnił funkcję komunikatora.
Biorąc udział w misji STS-74 na stację kosmiczną Mir został jedynym Kanadyjczykiem w historii na pokładzie rosyjskiej stacji kosmicznej i pierwszym Kanadyjczykiem operującym Canadarm na orbicie. W trakcie misji STS-100 na MSK wykonał dwa wyjścia w otwartą przestrzeń kosmiczną, zostając pierwszym Kanadyjczykiem na spacerze kosmicznym.
W 2003 roku po 25 latach służby wojskowej przeszedł na emeryturę w siłach powietrznych, zostając kosmonautą cywilnym. 10-23 maja 2010 dowodził 14. misją podwodną NEEMO (NASA Extreme Environment Mission Operations) realizowanej przez NASA i NOAA (National Oceanic and Atmospheric Administration), gdzie brał udział m.in. jego przyszły partner w kosmosie Thomas Marshburn.
19 grudnia 2012 Sojuz TMA-07M wyniósł go na pokład Międzynarodowej Stacji Kosmicznej (ISS) jako członka Ekspedycji 34. i 35. Przybył na stację 21 grudnia, zgodnie z planem. Jest pierwszym Kanadyjczykiem, który pełnił funkcję dowódcy Stacji. 14 maja 2013 nad ranem czasu polskiego powrócił na Ziemię w kapsule statku Sojuz wraz z dwoma innymi członkami załogi ISS.
Miesiąc po powrocie ogłosił odejście z Kanadyjskiej Agencji Kosmicznej na emeryturę  3 lipca 2013.

## Media społeczne i działalność popularyzatorska
Podczas pobytu na Międzynarodowej Stacji Kosmicznej Hadfield wykonał kilka teledysków publikowanych w serwisie YouTube, w tym cover utworu Davida Bowie, Space Oddity.
Prowadzi twittowy magazyn pt. „Jak żyją astronauci w kosmosie”, w którym odsłania tajniki życia w stacji orbitalnej.
W 2013 roku opublikował wspomnienia, An Astronaut's Guide to Life on Earth.
W 2016 roku Wydawnictwo JAK wydało książkę Kosmiczny poradnik życia na Ziemi ISBN 978-83-240-2571-8

## Wykaz lotów
| Loty kosmiczne, w których uczestniczył Chris Austin Hadfield  | Loty kosmiczne, w których uczestniczył Chris Austin Hadfield | Loty kosmiczne, w których uczestniczył Chris Austin Hadfield | Loty kosmiczne, w których uczestniczył Chris Austin Hadfield | Loty kosmiczne, w których uczestniczył Chris Austin Hadfield | Loty kosmiczne, w których uczestniczył Chris Austin Hadfield | Loty kosmiczne, w których uczestniczył Chris Austin Hadfield | Loty kosmiczne, w których uczestniczył Chris Austin Hadfield |
| №                                                             | Cel                                                          | Data startu                                                  | Statek kosmiczny                                             | Data lądowania                                               | Statek kosmiczny                                             | Funkcja                                                      | Czas trwania                                                 |
| ------------------------------------------------------------- | ------------------------------------------------------------ | ------------------------------------------------------------ | ------------------------------------------------------------ | ------------------------------------------------------------ | ------------------------------------------------------------ | ------------------------------------------------------------ | ------------------------------------------------------------ |
| 1                                                             | Stacja Mir                                                   | 12 listopada 1995                                            | STS-74 Atlantis F-15                                         | 20 listopada 1995                                            | STS-74 Atlantis F-15                                         | Specjalista misji 1 (MS-1)                                   | 8 dni 4 godziny 30 minut i 44 sekundy                        |
| 2                                                             | Międzynarodowa Stacja Kosmiczna                              | 19 kwietnia 2001                                             | STS-100 Endeavour F-16                                       | 1 maja 2001                                                  | STS-100 Endeavour F-16                                       | Specjalista misji 1 (MS-1)                                   | 11 dni 21 godzin 30 minut                                    |
| 3                                                             | Międzynarodowa Stacja Kosmiczna                              | 19 grudnia 2012 12:12:36 UTC                                 | Sojuz TMA-07M                                                | 14 maja 2013 02:31 UTC                                       | Sojuz TMA-07M                                                | Inżynier pokładowy 4, Dowódca wyprawy                        | 145 dni 14 godzin 19 minut                                   |
| Łączny czas spędzony w kosmosie — 165 dni 16 godzin 21 minut. |                                                              |                                                              |                                                              |                                                              |                                                              |                                                              |                                                              |

## Odznaczenia
- Officer Orderu Kanady – nadanie 2014, wręczenie (inwestytura) 2015[2]
- Meritorious Service Cross (odmiana wojskowa) – 2001[3]
- Meritorious Service Cross (odmiana cywilna) – 2013[4]
- Order Ontario
- Medal Złotego Jubileuszu Królowej Elżbiety II (odmiana kanadyjska) – 2002[5]
- Medal Diamentowego Jubileuszu Królowej Elżbiety II (odmiana kanadyjska) – 2012[6]
- Canadian Forces Decoration
- Odznaka Pilota RCAF
- Odznaka Astronauty RCAF
- NASA Exceptional Service Medal – Stany Zjednoczone
- Universal Astronaut Insignia za lot orbitalny (nr 337) – Stowarzyszenie Uczestników Lotów Kosmicznych (Association of Space Explorers(inne języki))[7]